# کاسو (مجارستان)
کاسو (به مجاری:  Kaszó) یک منطقهٔ مسکونی در مجارستان است که در ناحیه نادی‌آتاد واقع شده‌است. کاسو ۲۲٫۴۸ کیلومتر مربع مساحت و ۹۱ نفر جمعیت دارد.